# Drepanolejeunea bischlerae
Drepanolejeunea bischlerae là một loài Rêu trong họ Lejeuneaceae. Loài này được (Grolle) Grolle & R.L. Zhu mô tả khoa học đầu tiên năm 2000.